# Herbert Spencer Gasser
Herbert Spencer Gasser (Platteville, Wisconsin, 1888. július 5. – New York, 1963. május 11.) amerikai fiziológus. 1944-ben Joseph Erlangerrel közösen elnyerte az orvostudományi Nobel-díjat „az egyes idegrostok különböző funkcióinak feltárásárt”.

## Élete

### Tanulmányai
Herbert S. Gasser a wisconsini Platteville-ben született 1888. július 5-én. Apja, Herman Gasser Tirolból vándorolt be Amerikába, ahol orvosnak tanult és praktizált. Anyja, Jane Elisabeth Gasser (született Griswold) régi connecticuti családból származott. Három gyermekük közül Herbert volt a legidősebb. Iskoláit szülővárosában végezte; egy évet betegség miatt ki kellett hagynia. Mérnök szeretett volna lenni, de apja rábeszélésére a Wisconsini Egyetem orvosi szakára iratkozott be. 1910-ben BSc, 1911-ben mesteri oklevelet kapott. Az egyetemen az élettantanára az a Joseph Erlanger volt, akinek később a munkatársa lett. Orvosi képzését 1915-ben a Johns Hopkins Egyetemen fejezte be, Baltimore-ban, ahol véralvadási kutatásokat is végzett. Gasser ezután visszatért Wisconsinba, ahol az egyetemen farmakológiát oktatott, de Erlanger egy évvel később meghívta maga mellé a St. Louisi Washington Egyetemre.

### Tudományos munkássága
Miután az Egyesült Államok 1917-ben belépett az első világháborúba, Erlanger és Gasser a sebesülési sokkot tanulmányozta, majd Gasser 1918-tól a háború végéig Washingtonban vegyifegyver-kutatásokat végzett. 1918 decemberében visszatért St. Louisba és az idegrostok elektromos tevékenységét kezdte vizsgálni, galvanométerrel mérve az akciós potenciált. Technikai nehézségek miatt eleinte nehezen haladt, aztán miután az Amerikai Élettani Társaság és a Fizikai Társaság véletlenül egy időben tartotta kongresszusát Chicagóban, Gasser beült a fizikusok előadására és az ott hallottak alapján rájött, hogy ha fűtött katódú elektroncsöves oszcilloszkópot használ, az megoldja problémáit. Ezután Erlanger is bekapcsolódott a munkába és együtt sikerült kidolgozniuk a megfelelő módszert az akciós potenciál mérésre. 1921-ben Gassert kinevezték a Washington Egyetem farmakológiai tanszékének vezetőjévé. 1923 és 1925 között kutatói szabadságot vett ki, és Londonban, Münchenben és Párizsban dolgozott együtt a neurofiziológia európai szaktekintélyeivel (többek között Henry Dale-lel). Miután visszatért St. Louisba, Gasser az idegrostokon belül az egyes axonok elektromos aktivitásának elkülönítésén munkálkodott és háromféle (A, B és C típusú) axont különített el, amelyeknek jelentősen különbözött a stimulálhatósági tulajdonsága.

### A Rockefeller Intézetben
1931-ben Gassert meghívták a New York-i Cornell Egyetemre, ahol az élettan professzora lett. Itteni kutatásai főleg a kétéltűek (Gasser korábban elsősorban békaidegekkel dolgozott) és emlősök idegrostjainak közötti különbség feltárására irányultak. 1935-től ő volt a Rockefeller Orvostudományi Kutatóintézet vezetője. Ugyanebben az évben a Szovjetunióba utazott, ahol a Grúz Tudományos Akadémián tartott előadást. A kutatóintézetben jól felszerelt neurofiziológiai laboratóriumot állított fel, ahol az európai politikai helyzet miatt Amerikába menekült tudósok is dolgoztak. A második világháború kitörése után a laboratóriumot bezárták, Gasser pedig a mustárgáz harci alkalmazásán dolgozott.
1944-ben Herbert Gasser és Joseph Erlanger addigi idegélettani munkájukért orvostudományi Nobel-díjban részesült.
Gasser 1953-ban lemondott igazgatói tisztségéről és visszatért a kutatáshoz. Késői munkáiban a Rockefeller Intézetben dolgozó, későbbi Nobel-díjas George Palade segítségével az idegrostok elektronmikroszkópos vizsgálatában végzett úttörő munkát.

## Személyisége
Herbert Gasser magas, vékony, elegáns alkatú férfi volt. Magas hangon beszélt, amit állítólag hormonhiány okozott. Kedvelte a művészeteket és a klasszikus zenét. Egész életében agglegény maradt.
Herbert Gasser 1961-ben 73 évesen agyvérzést kapott, ami után hosszú időre kórházba került. 1963. május 11-én halt meg légúti fertőzés következtében.